# Tidelands
Tidelands (La Tierra de las Mareas) es la primera serie australiana de la mano de Netflix, entremezclando la fantasía y el suspense en sus 8 episodios. Estos salieron en la plataforma el 14 de diciembre de 2018.
Está escrita por Stephen M. Irwin y Leigh McGrath, dirigida por Catriona Mackenzie y producida por Hoodlum Entertainment. La protagonizan Elsa Pataky, Charlotte Best y Aaron Jakubenko entre otros.

## Argumento
Calliope "Cal" McTeer (Charlotte Best) vuelve al pueblo pesquero donde se crio, Orphelin Bay, después de pasar 10 años en la cárcel. Allí encuentra a su madre ex-alcohólica y a su hermano y descubre que ahora éste regenta el negocio ilegal de la droga que su padre, desaparecido en el mar antes de su encarcelamiento, llevaba a sus espaldas. 
Varios sucesos extraños y la muerte de un pescador en sospechosas circunstancias la llevan a querer descubrir qué se traen entre manos los Tidelanders, una misteriosa secta dirigida por Adrielle (Elsa Pataky) cuyos miembros quizás no sean del todo humanos.

## Reparto
- Charlotte Best interpreta a Calliope "Cal" McTeer, la protagonista, vuelve a su pueblo después de 10 años.
- Aaron Jakubenko interpreta a Augie McTeer, el hermano de Cal, lleva un negocio de drogas en el que intervienen los habitantes de Orphelin Bay.
- Elsa Pataky interpreta a Adrielle Cuthbert, la reina de los Tidelands.
- Caroline Brazier como Rosa McTeer, la madre ex-alcohólica de Cal y Augie, regenta un bar.
- Dustin Clare como Pat Mcteer, el difunto padre de Cal y Augie.
- Marco Pigossi interpreta a Dylan, un tidelander muy único a Adrielle.
- Peter O'Brien como Bill Sentelle, un tidelander exiliado.
- Mattias Inwood como Corey Welch, joven policía y amigo de infancia de Cal.
- Dalip Sondhi como Lamar Cloutier, ayudante de Adrielle.
- Alex Dimitriades como Paul Murdock
- Richard Davies como Colton Raxter, mejor amigo de Augie que trabaja con él.
- Madeleine Madden como Violca, una tidelander no muy de acuerdo con los métodos de Adrielle.
- Jet Tranter como Leandra, la tidelander más fiel a Adrielle.
- Jacek Koman como Gregory Stolin, un capo de la droga recién llegado a Orphelin Bay.
- Cate Feldman y Mélanie Zanetti como Genoveva (vieja y joven, respectivamente), la antigua reina Tidelander.
- Finn Little como Gilles, un niño tidelander.
- Chloe de Los Santos como Bijou, una niña tidelander.

## Episodios
| N.º | Nombre                     | Nombre original      | Director   | Guionista         |
| --- | -------------------------- | -------------------- | ---------- | ----------------- |
| 1   | Hogar                      | Home                 | Toa Fraser | Stephen M. Irwing |
| 2   | Los huérfanos de l'Attente | Orphans of l'Attente | Toa Fraser | Stephen M. Irwing |
| 3   | No uno de los vuestros     | Not one of you       | Toa Fraser | Stephen M. Irwing |
| 4   | No confiar en humanos      | Don't trust humans   | Toa Fraser | Stephen M. Irwing |
| 5   | La llamada                 | The Calling          | Toa Fraser | Stephen M. Irwing |
| 6   | Lealtad                    | Loyalty              | Toa Fraser | Stephen M. Irwing |
| 7   | La profecía                | The Prophecy         | Toa Fraser | Stephen M. Irwing |
| 8   | El puñal de la Reina       | The Queen's knife    | Toa Fraser | Stephen M. Irwing |